# Susanna Silfverskiöld
Susanna Sara Ragnhild Silfverskiöld, född den 26 januari 1998, är en svensk opinionsbildare och debattör.

## Biografi
Silfverskiöld studerade vid Uppsala universitet och avlade ekonomie kandidatexamen i nationalekonomi 2019. Hon studerade en utbytestermin vid University of Adelaide 2018. Under studietiden var hon aktiv i Moderata studenter.
Silfverskiöld arbetade som Collateral Manager på SEB 2017–2020. 2020–2021 var hon projektledare på Stiftelsen Fritt Näringsliv. 2020–2021 var hon även vikariande ledarskribent på Svenska Dagbladet. 2021–2022 var hon copywriter på Moderaternas riksdagskansli. 2022–2023 var hon skribent på den marknadsliberala tankesmedjan Timbros magasin Smedjan.
Hon har gjort sig ett namn på X (tidigare Twitter) där hennes konto @susannasilfver har över 50 000 följare (2023). 2022 utsåg Medieakademin henne i Maktbarometern till årets komet på Twitter och placerade henne som 68:e mäktigast på svenska Twitter. Mediemätaren, en återkommande analys av det svenska politiska samtalet som publiceras av företaget Kantar Sifo, utsåg 2022 Silfverskiöld till den dominerande rösten på politiktwitter".
Hon arbetar sedan april 2023 som politiskt sakkunnig på statsrådsberedningens pressavdelning.